# Oncidium sarcodes
O Oncidium sarcodes é uma espécie de orquídeas do gênero Oncidium, da subfamília Epidendroideae, pertencente à  família das Orquidáceas. É nativa do sudeste do Brasil.

## Sinônimos
- Oncidium rigbyanum Paxton (1849)
- Baptistonia sarcodes (Lindl.) Chiron & V.P. Castro (2004)